# Antoni Giełgud (1792–1831)
Antoni Giełgud herbu własnego (ur. 1792, zm. 13 lipca 1831 roku koło wsi Schnaugsten, koło Kłajpedy) – generał polski, generał brygady Królestwa Kongresowego, brał udział w kampanii 1812 oraz w powstaniu listopadowym.

## Życiorys
Syn Michała Giełguda oraz Eleonory z Tyszkiewiczów. Podczas Kampanii napoleońskich wystawił własnym kosztem 21 Pułk Piechoty Księstwa Warszawskiego, którym dowodził w stopniu pułkownika od 29 sierpnia 1812. W 1830 roku został nagrodzony Znakiem Honorowym za 15 lat służby. W czasie powstania listopadowego początkowo pełnił służbę generała 1 brygady 1 dywizji piechoty generała Jana Krukowieckiego. Po tym gdy odznaczył się w bitwie pod Wawrem dowodząc trzema batalionami 5 pułku piechoty liniowej oraz kilka dni później w bitwie pod Białołęką wiążąc rosyjskie oddziały gen. Sackena mianowany został dowódcą 2 Dywizji Piechoty. Osłaniał główne siły polskie od wschodu podczas bitwy pod Ostrołęką, jednak po przegranej i odcięciu od pozostałych wojsk polskich, został skierowany na Litwę w celu podtrzymania powstania w tym regionie. 29 maja stoczył zwycięską bitwę pod Rajgrodem, otwierając sobie tym samym drogę na Wilno. Na Litwie połączył swoją 2 Dywizją Piechoty z wysłanym wcześniej, małym korpusem gen. Dezyderego Chłapowskiego. Giełgud podjął próbę zdobycia Wilna, jednak 19 czerwca przegrał z Rosjanami bitwę pod Ponarami tracąc 2 tys. żołnierzy, po czym był zmuszony przebijać się przez Kowno na Żmudź w kierunku portu w Połądze, skąd miało nadejść brytyjskie zaopatrzenie.
W dniu 8 lipca 1831 roku Giełgud zaatakował niewielki rosyjski garnizon w Szawlach, ale atak się nie powiódł. Po tej porażce Giełgud 9 lipca podzielił polskie oddziały na trzy operujące oddzielnie korpusy – była to grupa Chłapowskiego (3600 żołnierzy), Dembińskiego (4000 żołnierzy), Rohlanda (5200 żołnierzy). W połowie lipca korpus gen. Chłapowskiego (dowodzony przez gen. Giełguda) i korpus gen. Franciszka Rohlanda zmuszone zostały przez Rosjan do przekroczenia granicy Królestwa Prus, co oznaczało, że wojska powstańcze utraciły 15 000 żołnierzy regularnej polskiej armii z pełnym uzbrojeniem i wyposażeniem. Przy przekraczaniu granicy w połowie lipca 1831 gen. Giełgud został zastrzelony przez podwładnego oficera (kapitana Stefana Skulskiego z 7 pułku piechoty). W liście do żony Dezydery Chłapowski pisał, że żołnierze wściekli byli na Giełguda za jego niedołęstwo „długo mu grozili i jeden oficer już na terytorium pruskim strzelił mu z pistoletu prosto w serce”. W późniejszych relacjach wspomina się, że gen. Giełgud był dobrym żołnierzem, jednak nie potrafił działać samodzielnie i miał zbyt łagodny charakter na głównodowodzącego tak dużą grupą wojsk, które przez to uległo rozprzężeniu.
Z wyprawy litewskiej ocalał jedynie 4-tysięczny korpus gen. Henryka Dembińskiego, który zdołał przebić się 3 sierpnia do Warszawy. Generała Giełguda pochowano w miejscowości Kisin, leżącej 10 km od Kłajpedy. Odznaczony Orderem Świętego Stanisława II klasy w 1820 roku i III klasy w 1819 roku. W lipcu 1831 odznaczony Krzyżem Kawalerskim Orderu Virtuti Militari.

## Działalność masońska
W latach 1809–1815 był członkiem, w 1809 w stopniu ucznia, później czeladnika, loży Saint Jean de Jérusalem (Wielki Wschód Francji) w Nancy.